# Bas sorabe
Pour les articles homonymes, voir dsb.

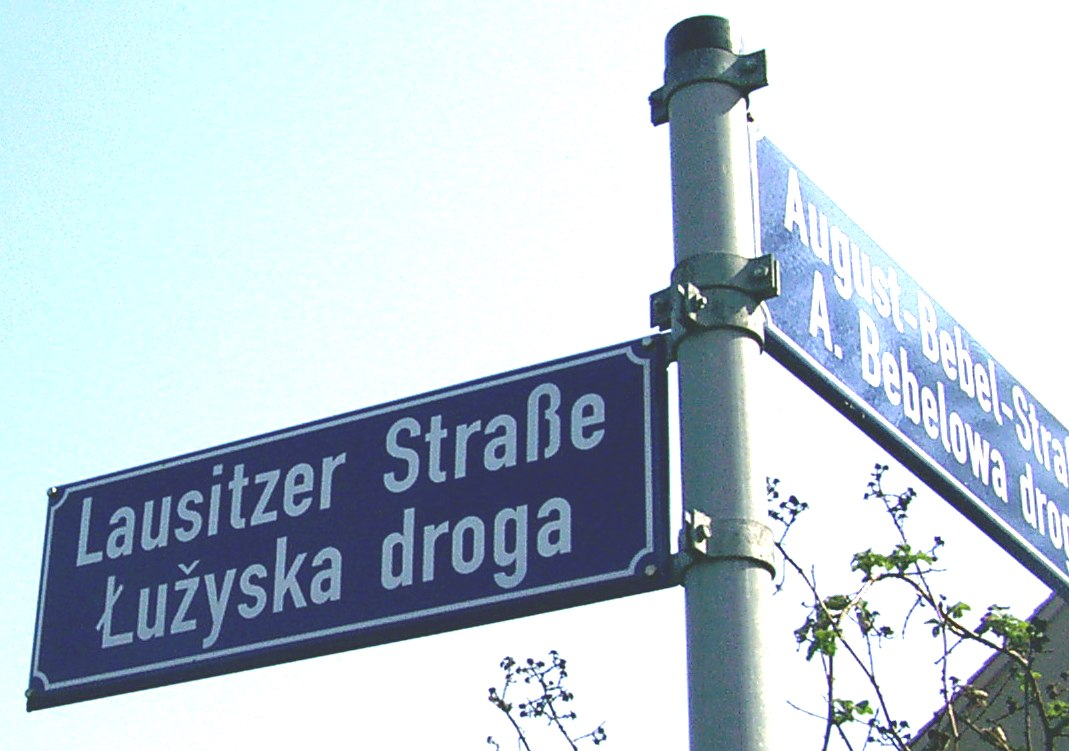
Signalisation bilingue à Cottbus.

La région où les langues sorabes sont parlées.

Le bas sorabe (en bas sorabe : dolnoserbski ; en allemand : Niedersorbisch ; code IETF : dsb) est une langue slave parlée en Allemagne. Elle appartient, avec le haut sorabe, au groupe des langues sorabes.
Usitée en Basse-Lusace (à Cottbus et dans ses environs, dans le Brandebourg), par environ 10 000 locuteurs, elle est menacée d’extinction.

## Grammaire
La grammaire du bas sorabe est proche de celle des autres langues slaves, notamment occidentales comme le tchèque ou le polonais. Elle comporte des déclinaisons, les verbes ont un aspect perfectif ou imperfectif et il y a trois genres : masculin, féminin et neutre, avec dans certains cas une distinction d'animéité pour les noms masculins. L’une des particularités du bas sorabe est qu’il a retenu le duel, en plus du singulier et du pluriel.

### Déclinaisons
Les six cas du bas sorabe sont : nominatif, génitif, datif, accusatif, instrumental et locatif. Contrairement au haut sorabe, le bas sorabe n’a pas de vocatif.
Il existe plusieurs modèles de déclinaisons pour les noms, en fonction de leur genre et de leur terminaison.

#### Noms masculins
Les noms masculins sont séparés en animés et inanimés. La différence est que l’accusatif est identique au nominatif pour les noms inanimés, mais au génitif pour les noms animés.
| Mot          | nan (père) | nan (père) | nan (père) | dom (maison) | dom (maison) | dom (maison) |
| Nombre       | Singulier  | Duel       | Pluriel    | Singulier    | Duel         | Pluriel      |
| ------------ | ---------- | ---------- | ---------- | ------------ | ------------ | ------------ |
| Nominatif    | nan        | nana       | nany       | dom          | doma         | domy         |
| Génitif      | nana       | nanowu     | nanow      | doma         | domowu       | domow        |
| Datif        | nanoju     | nanoma     | nanam      | domoju       | domoma       | domam        |
| Accusatif    | nana       | nanowu     | nanow      | dom          | doma         | domy         |
| Instrumental | nanom      | nanoma     | nanami     | domom        | domoma       | domami       |
| Locatif      | nanje      | nanoma     | nanach     | domje        | domoma       | domach       |

#### Noms féminins
| Mot          | žona (femme) | žona (femme) | žona (femme) | wěc (chose) | wěc (chose) | wěc (chose) | noga (jambe) | noga (jambe) | noga (jambe) |
| Nombre       | Singulier    | Duel         | Pluriel      | Singulier   | Duel        | Pluriel     | Singulier    | Duel         | Pluriel      |
| ------------ | ------------ | ------------ | ------------ | ----------- | ----------- | ----------- | ------------ | ------------ | ------------ |
| Nominatif    | žona         | žonje        | žony         | wěc         | wěcy        | wěcy        | noga         | noze         | nogi         |
| Génitif      | žony         | žonowu       | žonow        | wěcy        | wěcowu      | wěcow       | nogi         | nogowu       | nogow        |
| Datif        | žonje        | žonoma       | žonam        | wěcy        | wěcoma      | wěcam       | noze         | nogoma       | nogam        |
| Accusatif    | žonu         | žonje        | žony         | wěc         | wěcy        | wěcy        | nogu         | noze         | nogi         |
| Instrumental | žonu         | žonoma       | žonami       | wěcu        | wěcoma      | wěcami      | nogu         | nogoma       | nogami       |
| Locatif      | žonje        | žonoma       | žonach       | wěcy        | wěcoma      | wěcach      | noze         | nogoma       | nogach       |

#### Noms neutres
| Mot          | awto (voiture) | awto (voiture) | awto (voiture) | twarjenje (bâtiment) | twarjenje (bâtiment) | twarjenje (bâtiment) | pólo (champ) | pólo (champ) | pólo (champ) |
| Nombre       | Singulier      | Duel           | Pluriel        | Singulier            | Duel                 | Pluriel              | Singulier    | Duel         | Pluriel      |
| ------------ | -------------- | -------------- | -------------- | -------------------- | -------------------- | -------------------- | ------------ | ------------ | ------------ |
| Nominatif    | awto           | awśe           | awta           | twarjenje            | twarjeni             | twarjenja            | pólo         | póli         | póla         |
| Génitif      | awta           | awtowu         | awtow          | twarjenja            | twarjenjowu          | twarjenjow           | póla         | pólowu       | pólow        |
| Datif        | awtoju         | awtoma         | awtam          | twarjenju            | twarjenjoma          | twarjenjam           | póloju       | póloma       | pólam        |
| Accusatif    | awto           | awśe           | awta           | twarjenje            | twarjeni             | twarjenja            | pólo         | póli         | póla         |
| Instrumental | awtom          | awtoma         | awtami         | twarjenjom           | twarjenjoma          | twarjenjami          | pólom        | póloma       | pólami       |
| Locatif      | awśe           | awtoma         | awtach         | twarjenju            | twarjenjoma          | twarjenjach          | pólu         | póloma       | pólhach      |

### Pronoms personnels
| Personne | Personne | Singulier | Duel  | Pluriel |
| -------- | -------- | --------- | ----- | ------- |
| 1re      | 1re      | ja        | mej   | my      |
| 2e       | 2e       | ty        | wej   | wy      |
| 3e       | Masculin | wón       | wónej | wóni    |
| 3e       | Féminin  | wóna      | wónej | wóni    |
| 3e       | Neutre   | wóno      | wónej | wóni    |

## Exemples
| Français | Bas sorabe | Haut-sorabe | Polonais  | Tchèque | Slovaque | Russe phonétique |
| -------- | ---------- | ----------- | --------- | ------- | -------- | ---------------- |
| terre    | zemja      | zemja       | ziemia    | země    | zem      | zemljà           |
| ciel     | njebjo     | njebjo      | niebo     | nebe    | nebo     | njebo            |
| eau      | wóda       | woda        | woda      | voda    | voda     | voda             |
| feu      | wogeń      | woheń       | ogień     | oheň    | oheň     | ogon             |
| homme    | muski      | muž         | mężczyzna | muž     | muž      | mužčína          |
| femme    | žeńska     | žona        | kobieta   | žena    | žena     | žénščina         |
| manger   | jěsć       | jěsć        | jeść      | jíst    | jesť     | jest             |
| boire    | piś        | pić         | pić       | pít     | piť      | pit              |
| grand    | wjeliki    | wulki       | wielki    | velký   | veľký    | velikij          |
| petit    | mały       | mały        | mały      | malý    | malý     | málen’kij        |
| nuit     | noc        | nóc         | noc       | noc     | noc      | noč              |
| jour     | źeń        | dźeń        | dzień     | den     | deň      | djen             |